# جوناثان ريتشاردز (مؤلف)
جوناثان ريتشاردز (بالإنجليزية: Jonathan Richards)‏ (1941)؛ ناقد سينمائي، صحفي وروائي أمريكي.

## روابط خارجية
- جوناثان ريتشاردز على موقع روتن توميتوز (الإنجليزية)